# Betsy Ross (film)
Betsy Ross è un film muto del 1917 diretto da George Cowl e Travers Vale che racconta, in maniera romanzata, la vita di Betsy Ross, una cucitrice di Filadelfia che, secondo la leggenda, avrebbe creato la bandiera degli Stati Uniti, commissionatale dallo stesso George Washington. In questo film, Betsy venne interpretata dall'attrice Alice Brady, figlia del produttore William A. Brady.

## Trama
Filadelfia, all'epoca della Rivoluzione americana. In una famiglia di quaccheri, vive la giovane Betsy Griscom, una cucitrice innamorata di Joseph Ashburn. Un giorno, sua sorella Clarissa prende in prestito il mantello di Betsy ed esce per recarsi ad un appuntamento con Clarence Vernon, un ufficiale britannico. Per caso, i due sono visti da Ashburn, che - ingannato dal mantello - crede che Betsy gli sia infedele. Sfida a duello Vernon e, dopo avergli sparato, fugge in barca, dopo aver gettato il suo cappotto nel fiume. Ashburn, che tutti ritengono morto, si arruola nell'esercito rivoluzionario mentre Betsy, credendolo morto, accetta a malincuore di sposare John Ross. Rimasta vedova dopo la morte del marito in battaglia, Betsy viene incaricata di creare la bandiera americana e Washington affida l'incarico di proteggerla ad Ashburn, divenuto il suo aiutante. Per non ingannare Ashburn, Betsy gli confessa che in casa si nasconde Vernon, il marito della sorella. L'ufficiale britannico viene arrestato e condannato a morte come spia. Betsy, però, riesce a salvarlo quando trova tra le sue carte dei documenti che scagionano Vernon. Precipitatasi da Washington con le prove, Betsy salva Vernon dal plotone di esecuzione.

## Produzione
Il film fu prodotto dalla World Film.

## Distribuzione
Il copyright del film, richiesto dalla World Film Corp., fu registrato il 6 settembre 1917 con il numero LU11351.
Distribuito dalla World Film e presentato da William A. Brady, il film uscì nelle sale cinematografiche statunitensi il 17 dicembre 1917.
Copia della pellicola esiste in un positivo 16 mm. Ristampato, il film è stato distribuito in VHS e in DVD in diverse edizioni, pubblicate da Grapevine Video, Synergy Entertainment, Movies Unlimited, Nostalgia Family Video, American Pop Classics.